# Friuli Grave Pinot Bianco riserva
Le Friuli Grave Pinot Bianco riserva est un vin italien de la région Frioul-Vénétie Julienne doté d'une appellation DOC depuis le 1er octobre 1985. Seuls ont droit à la DOC les vins blancs récoltés à l'intérieur de l'aire de production définie par le décret.

## Caractéristiques organoleptiques
- couleur : jaune paille plus ou moins intense
- odeur : caractéristique
- saveur : sèche, harmonique, parfois vif

Le Friuli Grave Pinot Bianco riserva se déguste à une température comprise entre 10 et 12 °C. Il se boit jeune.

## Production
Province, saison, volume en hectolitres :
- pas de données disponible